# Championnats du monde de karaté 1998
Navigation
Édition précédente Édition suivante
Les championnats du monde de karaté 1998 ont eu lieu à Rio de Janeiro, au Brésil, en 1998. Il s'agissait de la quatorzième édition des championnats du monde de karaté senior. Au total, 720 karatékas provenant de 75 pays du monde ont participé aux dix-sept épreuves au programme.

## Résultats

### Épreuves individuelles

#### Kata
| Rang | Pays    | Karatéka      |
| ---- | ------- | ------------- |
| 1    | Japon   | Ryoke Abe     |
| 2    | France  | Michaël Milon |
| 3    | Espagne | A. Hernández  |

| Rang | Pays   | Karatéka          |
| ---- | ------ | ----------------- |
| 1    | Japon  | Atsuko Wakai      |
| 2    | France | Myriam Szkudlarek |
| 3    | Italie | Roberta Sodero    |

#### Kumite

##### Kumitemasculin
| Rang | Pays    | Karatéka       |
| ---- | ------- | -------------- |
| 1    | Espagne | David Luque    |
| 2    | France  | J. Barst       |
| 3    | Italie  | Francesco Ortu |
| 3    | Turquie | Hakan Yagli    |

| Rang | Pays      | Karatéka           |
| ---- | --------- | ------------------ |
| 1    | France    | Alexandre Biamonti |
| 2    | Venezuela | Jean Carlos Peña   |
| 3    | Espagne   | J. Puertas         |
| 3    | Brésil    | C. Vieina          |

| Rang | Pays      | Karatéka      |
| ---- | --------- | ------------- |
| 1    | Turquie   | Halgun Alagas |
| 2    | Allemagne | Samad Azadi   |
| 3    | Belgique  | J. Lefevre    |
| 3    | Japon     | Shisua Shiina |

| Rang | Pays     | Karatéka         |
| ---- | -------- | ---------------- |
| 1    | France   | David Félix      |
| 2    | Brésil   | A. Pinto         |
| 3    | Danemark | A. Busk          |
| 3    | Italie   | Gennaro Talarico |

| Rang | Pays        | Karatéka        |
| ---- | ----------- | --------------- |
| 1    | France      | Gilles Cherdieu |
| 2    | Iran        | A. Chateriadeh  |
| 3    | Turquie     | Zeynel Celik    |
| 3    | Royaume-Uni | Wayne Otto      |

| Rang | Pays      | Karatéka         |
| ---- | --------- | ---------------- |
| 1    | Allemagne | Marc Haubold     |
| 2    | Japon     | Yasumasa Shimizu |
| 3    | Italie    | David Benetello  |
| 3    | Espagne   | Oscar Olivares   |

| Rang | Pays        | Karatéka                  |
| ---- | ----------- | ------------------------- |
| 1    | Grèce       | Konstantinos Papadopoulos |
| 2    | Espagne     | M. Fernández              |
| 3    | Iran        | A. Katiraei               |
| 3    | Royaume-Uni | Leon Walters              |

##### Kumiteféminin
| Rang | Pays      | Karatéka      |
| ---- | --------- | ------------- |
| 1    | Japon     | Hiromi Masama |
| 2    | Finlande  | Sari Laine    |
| 3    | Allemagne | N. Jacobs     |
| 3    | France    | Nadia Mecheri |

| Rang | Pays        | Karatéka            |
| ---- | ----------- | ------------------- |
| 1    | Royaume-Uni | Jillian Toney       |
| 2    | France      | Nathalie Leroy      |
| 3    | Finlande    | Marianne Tarva      |
| 3    | Allemagne   | Alexandra Witteborn |

| Rang | Pays      | Karatéka         |
| ---- | --------- | ---------------- |
| 1    | France    | Laurence Fischer |
| 2    | Australie | Laurene Bevaart  |
| 3    | Japon     | I. Nabeki        |
| 3    | Allemagne | J. Nagel         |

| Rang | Pays            | Karatéka     |
| ---- | --------------- | ------------ |
| 1    | Brésil          | M. Maja      |
| 2    | Tchécoslovaquie | P. Piskacová |
| 3    | Turquie         | Yıldız Aras  |
| 3    | Royaume-Uni     | T. Weekes    |

### Épreuve par équipes

#### Kata
| Rang | Pays   |
| ---- | ------ |
| 1    | Japon  |
| 2    | Italie |
| 3    | France |

| Rang | Pays       |
| ---- | ---------- |
| 1    | Japon      |
| 2    | États-Unis |
| 3    | Espagne    |

#### Kumite
| Rang | Pays        | Karatékas                                                |
| ---- | ----------- | -------------------------------------------------------- |
| 1    | France      | Romain Anselmo, Yann Baillon et Michaël Braun, notamment |
| 2    | Royaume-Uni |                                                          |
| 3    | Allemagne   |                                                          |
| 3    | Espagne     |                                                          |

| Rang | Pays        |
| ---- | ----------- |
| 1    | Turquie     |
| 2    | Royaume-Uni |
| 3    | Croatie     |
| 3    | Espagne     |

## Tableau des médailles
Au total, 64 médailles ont été attribuées à 18 pays différents, et huit remportent au moins une médaille d'or. La France termine en tête du tableau des médailles tandis que le pays hôte obtient trois médailles.
| Tableau des médailles |                 |    |        |        |       |
| Rang                  | Pays            | Or | Argent | Bronze | Total |
| 1                     | France          | 5  | 4      | 2      | 11    |
| 2                     | Japon           | 5  | 1      | 2      | 8     |
| 3                     | Turquie         | 2  | 0      | 3      | 5     |
| 4                     | Royaume-Uni     | 1  | 2      | 3      | 6     |
| 5                     | Espagne         | 1  | 1      | 6      | 8     |
| 6                     | Allemagne       | 1  | 1      | 4      | 6     |
| 7                     | Brésil          | 1  | 1      | 1      | 3     |
| 8                     | Grèce           | 1  | 0      | 0      | 1     |
| 9                     | Italie          | 0  | 1      | 4      | 5     |
| 10                    | Finlande        | 0  | 1      | 1      | 2     |
| 10                    | Iran            | 0  | 1      | 1      | 2     |
| 12                    | Australie       | 0  | 1      | 0      | 1     |
| 12                    | États-Unis      | 0  | 1      | 0      | 1     |
| 12                    | Tchécoslovaquie | 0  | 1      | 0      | 1     |
| 12                    | Venezuela       | 0  | 1      | 0      | 1     |
| 16                    | Belgique        | 0  | 0      | 1      | 1     |
| 16                    | Croatie         | 0  | 0      | 1      | 1     |
| 16                    | Danemark        | 0  | 0      | 1      | 1     |